# KDStV Alemannia Greifswald und Münster
Die Katholische Deutsche Studentenverbindung Alemannia (KDStV Alemannia) zu Greifswald und Münster
im Cartellverband der katholischen deutschen Studentenverbindungen (CV) ist eine 1891 gegründete farbentragende, nichtschlagende, katholische, deutsche Studentenverbindung. Sie existiert gleichzeitig in Münster und Greifswald.
Sie ist Mitglied in der Rudelsburger Allianz, einem Zusammenschluss all jener Studentenverbindungen, die vor dem Mauerfall in der DDR ein Verbindungsleben entfaltet haben.

## Geschichte
Die Katholische Deutsche Studentenverbindung Alemannia zu Greifswald und Münster im CV wurde am 29. November 1891 zunächst als „Freie Vereinigung katholischer Studenten Alemannia zu Greifswald“ an der Universität Greifswald gegründet. Für den Namen „Alemannia“ hatten sich die sieben Gründer des studentischen Zusammenschlusses mit „Hinsicht auf seine patriotische Bedeutung“ entschieden. Gemäß den Prinzipien des Cartellverbandes der katholischen deutschen Studentenverbindungen (CV), dessen vollberechtigtes Mitglied die Greifswalder Alemannia Mitte des Jahres 1892 geworden war, bekannten sich ihre Mitglieder zu den Prinzipien „Glaube“, „Wissenschaft“ und „Freundschaft“, bis um 1900 außerdem das Prinzip der „Vaterlandsliebe“ hinzutrat. 1907 fand dieses Prinzip unter einem von Alemannen gestellten Vorort auf der Cartellversammlung auch Eingang in die Satzung des CV.
Zu Beginn des Ersten Weltkrieges gab es auch unter den Alemannen eine gewisse Euphorie, doch das aktive Verbindungsleben in Greifswald erlahmte in den Jahren 1914–1918 nahezu vollständig.
Nach dem Ende des Krieges schlossen sich die verbliebenen Alemannen dem „Aufruf der Innsbrucker Studentenschaft“ vom 26. November 1918 an, welcher die Großdeutsche Lösung forderte, und beging zusammen mit anderen Greifswalder Korporationen weiterhin den Reichsgründungstag als Gedenken; die Haltung der Alemannen war jedoch – wohl aufgrund der katholischen Herkunft – insgesamt republikfreundlich.
Neben den traditionellen Kommersen, Spiele-, Gesangs- und auch Vortragsabenden kamen die Alemannen verschiedenen sportlichen Aktivitäten, wie Fechten, Reiten, Wandern, Turnen und Schwimmen, nach, die sie zum Teil mit örtlichen farbentragenden Turnvereinen ausübten. Das Segeln auf dem der Verbindung eigenen Boot war unter Alemannen äußerst beliebt. Der Stärkung des Zusammengehörigkeitsgefühls unter den Mitgliedern dienten außerdem die seit 1925 erscheinenden „Alemannenblätter“.
Die Mitgliederzahlen der Alemannia sanken jedoch bis Mitte der 1920er Jahre drastisch ab, erlebten aber ab dieser Zeit durch Bemühungen des CV und der Alten Herren der Alemannia einen ungeahnten Aufschwung, sodass die Verbindung in Greifswald zu einer der stärksten Korporationen avancierte. Diese verstärkte Präsenz äußerte sich außerdem in zunehmendem Engagement für die Greifswalder Universität: So nahmen Alemannen um 1930 Posten im Allgemeinen Studierendenausschuss, welcher sich gegen den erstarkenden NSDStB durchzusetzen versuchte, ein.
Nach der Machtergreifung der Nationalsozialisten wurde zunächst versucht, den Forderungen des NSDStB – wie der Einrichtung von Kameradschaftshäusern – nachzukommen. Nachdem der CV 1934 eindeutig für den Nationalsozialismus Stellung bezogen hatte, löste sich der Verband im Herbst 1935 auf; die Alemannia gab dem Vereinheitlichungsdruck des NSDStB schließlich im Frühjahr 1936 durch Selbstauflösung nach. Im Juli 1947 lebte die Greifswalder Verbindung an neuer Wirkungsstätte in Münster wieder auf.
Ohne Wissen um die Existenz der Alemannia in Münster fanden sich im Jahre 1983 Studenten der Katholischen Studentengemeinde (KSG) in Greifswald zusammen, um die Tradition der Alemannia mit Hilfe des Kaplans und Studentenseelsorgers Rainer Lau wieder aufleben zu lassen.
Durch glückliche Umstände hatten das Klavier und ein alter Schrank der Alemannia (beide mit Wappen), der Kommersbücher, etliche andere studentische Liederbücher und die Jahrgänge 3 bis 22 der Verbandszeitschrift Academia enthielt, in den Räumen der Studentengemeinde überlebt. So erfuhren die Studenten von der früheren Existenz der Alemannia und beschlossen, diese wieder zu gründen, nicht wissend, dass eine solche Wiederbegründung bereits 1947 im westfälischen Münster stattgefunden hatte. Das Verbindungsleben bestand zunächst nahezu ausschließlich aus Kneipen. Ab 1986 gab es protokollierte Convente; im Frühjahr 1987 wurde eine Satzung beschlossen.
Die Alemannia ist die einzige bekannte erfolgreiche Reaktivierung während der Zeit der DDR, gleichzeitig hat sich die Alemannia zweimal getrennt reaktiviert. Die DDR-Wiederbegründung fand im Glauben statt, dass es im Westen keine Alemannia mehr gäbe, gleichzeitig hatten die Neo-Alemannen in Greifswald keine Ahnung davon, dass es einst Verbindungsdachverbände und einen Cartellverband gegeben hatte, wie der Alltag ursprünglich in einer CV-Verbindung ausgesehen hatte.
Als zufällig Helmut Josef Patt, ein guter Freund des damaligen Philisterseniors, die DDR besuchte, traf er in Greifswald auf einen katholischen Gesangsverein, der als eine Art Farbnadel den Zirkel der Alemannia am Revers trug. Wieder zuhause berichtete er von seiner Beobachtung, woraufhin der Philistersenior sich auf dem Weg nach Greifswald machte. Zu seiner Überraschung erkannte er dort, dass sich im Geheimen in der DDR eine CV-Verbindung reaktiviert hatte und trug diese Kunde in den Westen. Die westdeutsche Alemannia schmuggelte daraufhin Couleurgegenstände in den Osten und erkannte die dortigen Alemannen als Bundesbrüder an.

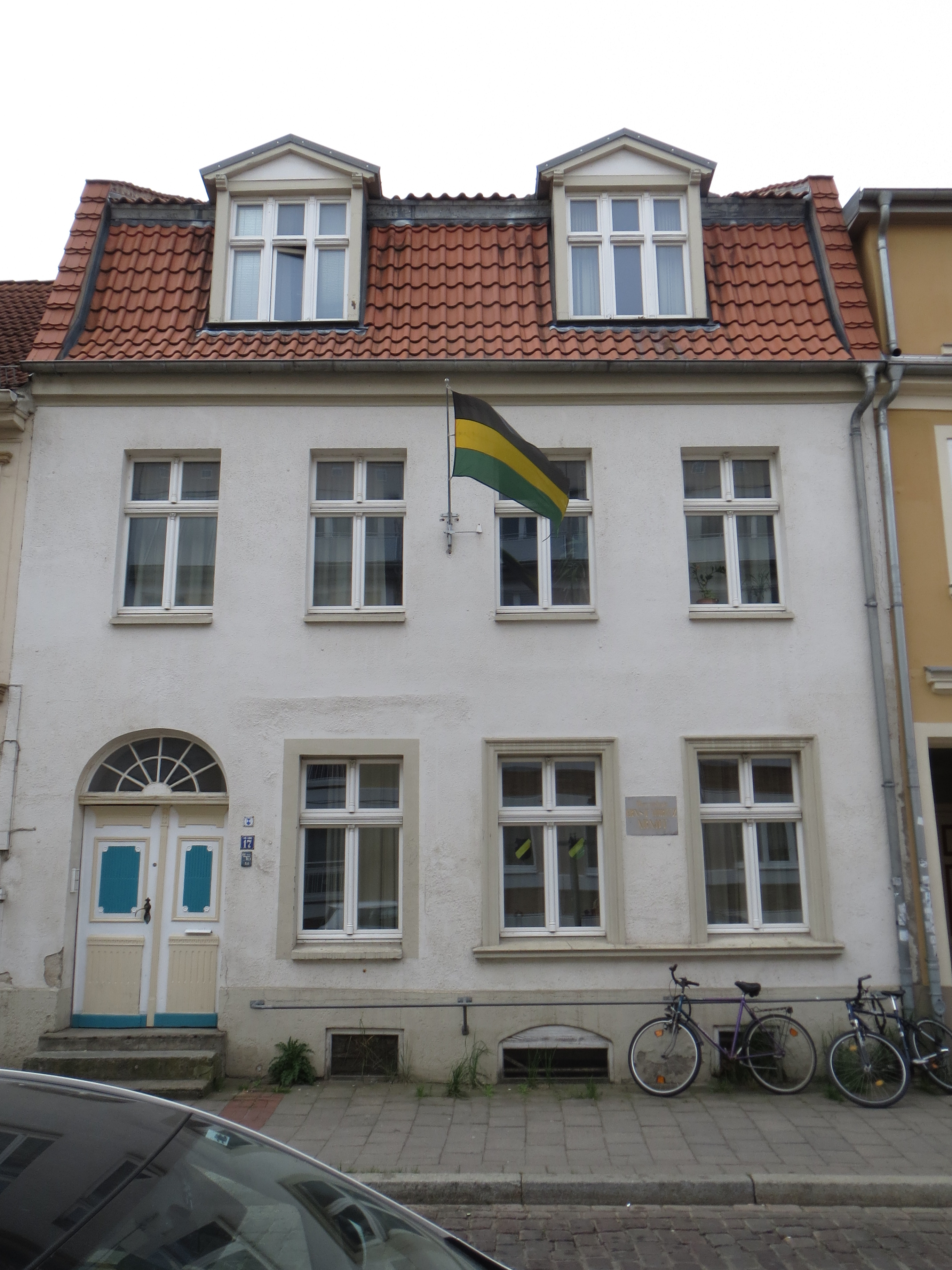
Alemannenhaus in Greifswald

Im Sommersemester 1990 erfolgte dann nach vielfältigen Kontakten der Zusammenschluss zu einer Verbindung mit zwei Aktivitates in Greifswald und Münster mit gemeinsamer Altherrenschaft. 1995 konnte das Alemannenhaus in Greifswald bezogen werden, in dem schon Ernst Moritz Arndt wohnte.
Die Alemannia Greifswald und Münster hat – seit dem Übertritt der Austria Innsbruck, Norica Wien und Carolina Graz in den ÖCV – die Nummer 17 in der verbandsinternen Reihenfolge der Cartellverbindungen. Die offizielle Abkürzung ist Ale.

## Eineinhalb Verbindungen
Durch den Zusammenschluss kam es zu einer einmaligen Situation: Eine Verbindung in einem Dachverband mit Dependancen in verschiedenen Städten war entstanden. So gilt die Alemannia als eine Verbindung, hat aber zwei Aktivenschaften, zwei Korporationshäuser, zwei Semesterprogramme und getrennte Aktivenchargen, jedoch eine gemeinsame Altherrenschaft und begreift sich als ein und derselbe Lebensbund. Trotz cartellrechtlicher Bedenken wurde diese Art des Zusammenlebens vom restlichen Cartellverband nach langen Diskussionen akzeptiert. Die Alemannia ist somit eine von nur wenigen deutschsprachigen Verbindungen, die an zwei Orten gleichzeitig existiert und in einem Dachverband ist. (Gleichlautende Korporationsnamen in verschiedenen Städten bedeuten sonst ja auch verschiedene Verbindungen oder gar Verbindungstypen.).

## Merkmale

### Couleur
Alemannia hat die Farben „schwarz-gold-grün“ mit goldener Perkussion. Dazu wird ein gelbes Hinterhauptcouleur getragen. Füxe tragen ein schwarz-gold-schwarzes Band. Der Wahlspruch der Alemannia lautet: In tempestate securitas (deutsch: Im Sturme Sicherheit).

### Prinzipien
Die Mitglieder der Alemannia verpflichten sich folgenden Prinzipien: Religion, Wissenschaft, Lebensfreundschaft und Vaterlandsliebe.

### Wappen
Das Wappen ist in den Farben der Alemannia gehalten und beinhaltet mehrere Symbole, welche für die vier Prinzipien des CV stehen:
- Das Kreuz steht für religio.
- Die Fackel steht für scientia.
- Die Rose steht für amicitia.
- Der Greif steht für patria.

## Bekannte Mitglieder
- Edmund Dillinger (1935–2022), römisch-katholischer Geistlicher
- Lothar Eley (1931–2020), em. Ordinarius für Philosophie an der Universität zu Köln
- Paul Etoga (1911–1998), Bischof von Mbalmayo
- Adolf Flecken (1889–1966), Politiker (Zentrum, CDU), Innen- und Finanzminister von Nordrhein-Westfalen
- Hartmut Greven (* 1942), Professor für Zoomorphologie an der Heinrich-Heine-Universität Düsseldorf
- Burkhard Jasper (* 1954), Politiker (CDU), Mitglied des Landtags von Niedersachsen 2013–2022
- Willibald Mücke (1904–1984), Politiker (SPD), Mitglied des Parlamentarischen Rates und des Deutschen Bundestags von 1949 bis 1953
- Matthias Pulte (* 1960), römisch-katholischer Theologe
- Óscar Kardinal Rodríguez Maradiaga (* 1942), Erzbischof von Tegucigalpa
- Christian Untrieser (* 1982), Politiker (CDU), Mitglied des Landtags von Nordrhein-Westfalen seit 2017
- Gerd Schulte (1943–2019), Politiker (CDU), Mitglied des Landtags von Nordrhein-Westfalen 2002–2005
- Heinz Wöstmann (* 1966), Richter am Bundesgerichtshof
- Nikolaus Wyrwoll (* 1938), römisch-katholischer Geistlicher